# Rogers, Texas
Rogers är en ort i Bell County i delstaten Texas, USA.